# Sayed Abbas al-Alaoui
Sayed Abbas al-Alaoui (* 31. Juli 1984) ist ein ehemaliger Leichtathlet aus den Vereinigten Arabischen Emiraten, der sich auf den Hochsprung spezialisiert hat.

## Sportliche Laufbahn
Erste internationale Erfahrungen sammelte Sayed Abbas al-Alaoui vermutlich im Jahr 2005, als er bei den erstmals ausgetragenen Islamic Solidarity Games in Mekka mit neuem Landesrekord von 2,14 m den sechsten Platz belegte. 2011 schied er bei der Sommer-Universiade in Shenzhen mit 2,00 m in der Vorrunde aus, ehe er bei den Arabischen Meisterschaften in al-Ain mit übersprungenen 2,10 m den fünften Platz belegte. Daraufhin gelangte er bei den Panarabischen Spielen in Doha mit 2,05 m auf Rang vier. Im Jahr darauf belegte er bei den Westasienmeisterschaften in Dubai mit 2,05 m den siebten Platz und verbesserte zuvor den Landesrekord in Iława auf 2,16 m. 2013 belegte er bei den Arabischen Meisterschaften in Doha mit 2,15 m den vierten Platz und beendete im selben Jahr seine aktive sportliche Karriere im Alter von 29 Jahren.